# Ihor Matwijenko
Ihor Hryhorowytsch Matwijenko (ukrainisch Ігор Григорович Матвієнко; * 17. Mai 1971 in Dnipropetrowsk, Ukrainische SSR) ist ein ehemaliger ukrainischer Segler.

## Erfolge
Ihor Matwijenko nahm dreimal mit Jewhen Braslawez an Olympischen Spielen in der 470er Jolle teil. 1996 standen die beiden in Atlanta bereits vor dem abschließenden elften Rennen der Regatta mit 40 Gesamtpunkten als Olympiasieger fest und gewannen damit vor dem britischen und dem portugiesischen Boot die Goldmedaille. Bei den Olympischen Spielen 2000 in Sydney schlossen sie die Regatta mit 72 Punkten auf dem sechsten Rang ab, vier Jahre darauf wurden sie mit 106 Punkten in Athen Neunte. Bei Weltmeisterschaften in der 470er Jolle gewannen Matwijenko und Braslawez im Jahr 2000 am Balaton zunächst die Bronzemedaille, ehe sie im Jahr darauf in Koper Weltmeister wurde.